# Gopalapura, Mysore
Gopalapura là một làng thuộc tehsil Mysore, huyện Mysore, bang Karnataka, Ấn Độ.